# Hoplia fulvipennis
Hoplia fulvipennis är en skalbaggsart som beskrevs av Moser 1912. Hoplia fulvipennis ingår i släktet Hoplia och familjen Melolonthidae. Inga underarter finns listade i Catalogue of Life.